# France International Baseball Tournament
Le France International Baseball Tournament est un tournoi international de baseball créé en 2014 par la Fédération Française de Baseball et Softball. 
Le tournoi, aussi nommé Yoshida Challenge, est dédié à Yoshio Yoshida, ancien joueur/manager des Hanshin Tigers, membre du Temple de la renommée du baseball japonais et Manager de l'Équipe de France de baseball dans les années 90. 
L'édition inaugurale se déroule à Sénart du 4 au 9 septembre 2014 et accueille le Japon, les Pays-Bas et la Belgique. 
Les Pays-Bas, après avoir essuyé leur première défaite face à la France depuis 1937 en phase de poule, remportent le titre avec une victoire 3-2 en finale face aux Bleus.

## Histoire
Le France International Baseball Tournament - Yoshida Challenge est l'aboutissement de deux projets de la Fédération Française de Baseball et Softball.
Le premier est d'organiser une compétition de niveau international sur le territoire français et le second de rendre hommage à Yoshio Yoshida. 
C'est sous la direction de Monsieur Yoshida que la France décroche sa première qualification pour la Coupe du monde de baseball en 1994. La génération d'internationaux qui a évolué sous sa direction deviendra la première à décrocher une médaille dans l'histoire de la Fédération, le bronze au Championnat d'Europe de baseball 1999.

## Formule
La première édition se dispute selon la formule de groupe classique : chaque équipe affronte toutes les autres équipes de son groupe. 
Les deux premiers de la poule jouent pour le titre en finale.

## Palmarès
| Année        | Lieu   |           | Finale | Finale    | Finale |
| Année        | Lieu   | Vainqueur | Score  | Finaliste |        |
| 2014 Détails | Sénart | Pays-Bas  | 3-2    | France    |        |
| 2016 Détails | Sénart | Pays-Bas  | 5-3    | Allemagne |        |